# Aeroporto de Ibiporã
O Aeroporto Municipal de Ibiporã/Clube de Aviação Experimental do Paraná (CAEP) é um aeroporto brasileiro localizado no município de Ibiporã no Paraná.
O Aeroporto é apenas um treinamento administrado pela CAEP. Ainda no momento, não foi encontrado nenhum plano para amplificação do aeroporto da cidade, para que posteriormente, possa a receber voos domésticos regulares.  

## Características
- Latitude: 23º 17’ 14’ S - Longitude: 051º 5’ 26’’ W
- Indicação ICAO: SWES
- Altitude: 493 m

### Pista
- Operação: VFR Diurna
- Designação: 08/26
- Comprimento: 800 m
- Largura: 18 m
- Resistência: 5700kg/0,50 MPa
- Superfície: Asfalto
- Portaria-Ano: 0537-2012

## Ligações Externas
- Aeroporto de Ibiporã no WikiMapia